# Hieronymus von Witzendorff
Hieronymus von Witzendorff (* 2. April 1627 in Lüneburg; † 10. August 1690 in Lübeck) war ein deutscher Hofbeamter in oldenburgischen und braunschweig-lüneburgischen Diensten. Er fungierte unter anderem als Landdrost und Berghauptmann des Harzes.

## Leben
Witzendorff entstammte dem alten niedersächsischen Adelsgeschlecht Witzendorff, das zu den bedeutendsten Geschlechtern im Patriziat der Stadt Lüneburg zählte. Seine Eltern waren der Sülfmeister und Lüneburger Bürgermeister Statius Friedrich von Witzendorff (1594–1652) und dessen Ehefrau Anna geb. von Elver (1600–1660), der Tochter des Lübecker Ratsherrn Hinrich von Elver (1568–1614). Über seine Ausbildung und Jugendjahre ist nichts bekannt, vermutlich wurde Witzendorf aber seinem Stand entsprechend an einer Ritterakademie ausgebildet, studierte Jura und absolvierte anschließend die obligatorische Kavalierstour. Offenbar trat er danach zunächst in den Hofdienst des Fürstentums Lüneburg, bevor ihn der oldenburgische Graf Anton Günther am 1. März 1654 als Rat in seine Dienste bestallte.
1660 wurde Witzendorf zum Drost von Delmenhorst ernannt und übernahm ab dieser Zeit neben diesen Verwaltungsaufgaben auch mehrere diplomatische Missionen nach Brüssel, Frankfurt am Main und Kopenhagen. 1664 wurde er Mitglied des im Jahr zuvor erneut eingerichteten oldenburgischen Geheimen Rats, der als Zentralbehörde den alternden Landesherrn in Regierungsangelegenheiten entlasten und beraten sollte. Nach dem Tod des Landdrosten Sebastian Friedrich von Kotteritz wurde Witzendorf als sein Nachfolger zum Direktor des Geheimen Rats und am 20. Februar 1667 zum Landdrosten der Grafschaft Oldenburg ernannt. Damit hatte er als oberster Beamter der Grafschaft praktisch die Stellung eines leitenden Ministers späterer Zeit.
Kurz darauf starb Anton Günther als letzter oldenburgischer Graf ohne nachfolgeberechtigte Nachkommen und die Grafschaften Oldenburg und Delmenhorst wurden in Personalunion mit Dänemark verbunden. Der Geheime Rat wurde in ein Etatskollegium umgewandelt, das unter dem Vorsitz des nun dänischen Statthalters stand und als oberstes Regierungsorgan der Grafschaften tätig war. Zunächst blieb Witzendorf noch Mitglied des Etatsrats, ging jedoch von 1668 bis 1669 als Sondergesandter zum Reichstag in Regensburg. Am 1. Februar 1670 bat er um seine Entlassung. Bereits im Jahr zuvor war Witzendorf in die Dienste des Herzogtums Braunschweig-Lüneburg übergetreten. In Hannover wurde er wiederum Mitglied des Geheimen Rats, der auch hier die oberste Zentralbehörde darstellte. Weiterhin wurde er Leiter des Hannoverschen Konsistoriums sowie der Kammer, die sich später zur Hauptbehörde für die innere Verwaltung des Landes entwickelte. Bei Regierungsantritt des Herzogs Ernst August 1679 galt Witzendorf als dessen vorrangiger Vertrauter unter den hannoverschen Geheimen Räten und wurde mit diplomatischen Missionen und außenpolitischen Verhandlungen betraut. Seine Ämter bekleidete er aktiv bis Ostern 1682, blieb aber auch danach noch formales Mitglied des Geheimrats, dem er so bis zu seinem Tode angehörte. In der Folge wurde er zunächst erneut Landdrost, diesmal in der Grafschaft Diepholz und ab dem 13. Januar 1683 auch noch Landdrost des Fürstentums Grubenhagen, wobei diese Posten in dieser Zeit lediglich als “Sinekure” für ausgediente leitende Beamte galten und somit keine Amtsverpflichtungen mit sich brachten.
Weiterhin fungierte Witzendorf bis 1685 auch noch als Berghauptmann des Harzes. Seine Ämter als Drost legte er 1686 nieder und zog sich, gelegentlich noch mit diplomatischen Missionen betraut in seine Heimat dem Herzogtum Sachsen-Lauenburg zurück.
Sein Neffe Dietrich Wilhelm von Witzendorff (1661–1712) erwarb 1694 Gut Groß Zecher und stiftete sogleich dort einen Familienfideikommiss, die Nachfahren betreuen bis heute diesen Besitz.

## Familie
Witzendorf heiratete am 7. Februar 1659 Anna Magdalena geb. von Töbing, die Witwe des Franz von Witzendorff auf Kaltenmoor (1608–1653). Die Ehe blieb kinderlos.